# 法希夫卡 (羅韋尼基區)
48°13′10″N 38°40′7″E / 48.21944°N 38.66861°E

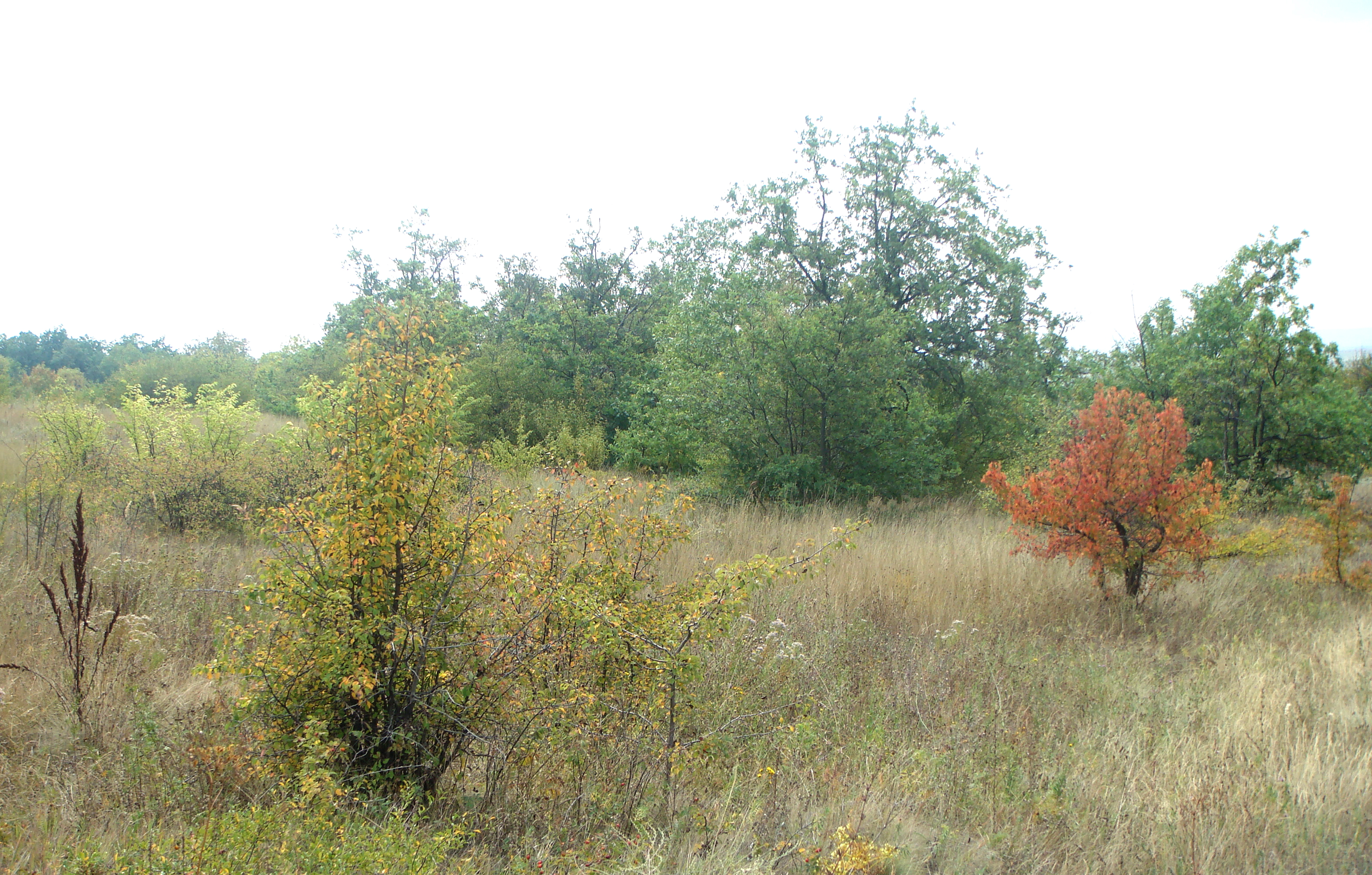
自然保护区内的风景

法希夫卡（烏克蘭語：Фащівка）是位於烏克蘭東部的市級鎮，由盧甘斯克州羅韋尼基區的赫魯斯塔利內市鎮負責管轄。該鎮始建於1773年，距離安特拉齊特15公里和盧甘斯克86公里，海拔高度319米，2013年人口2,368。